# 412 î.Hr.

## Nașteri
- Diogene din Sinop, filozof grec din școala cinică (d. 322 î.Hr.).